# جيلان (العراق)

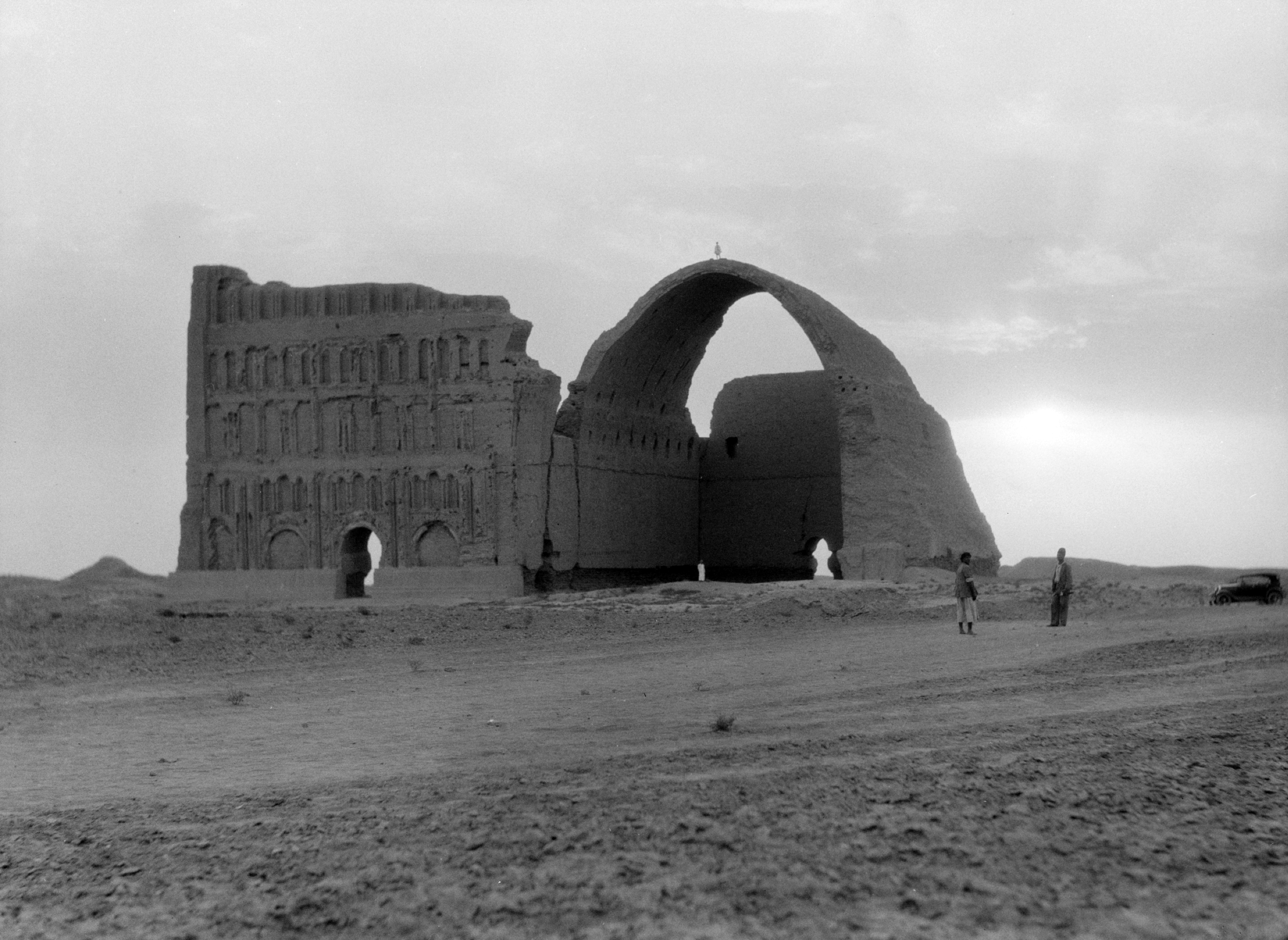
ما تبقى من طاق كسرى عام 1932

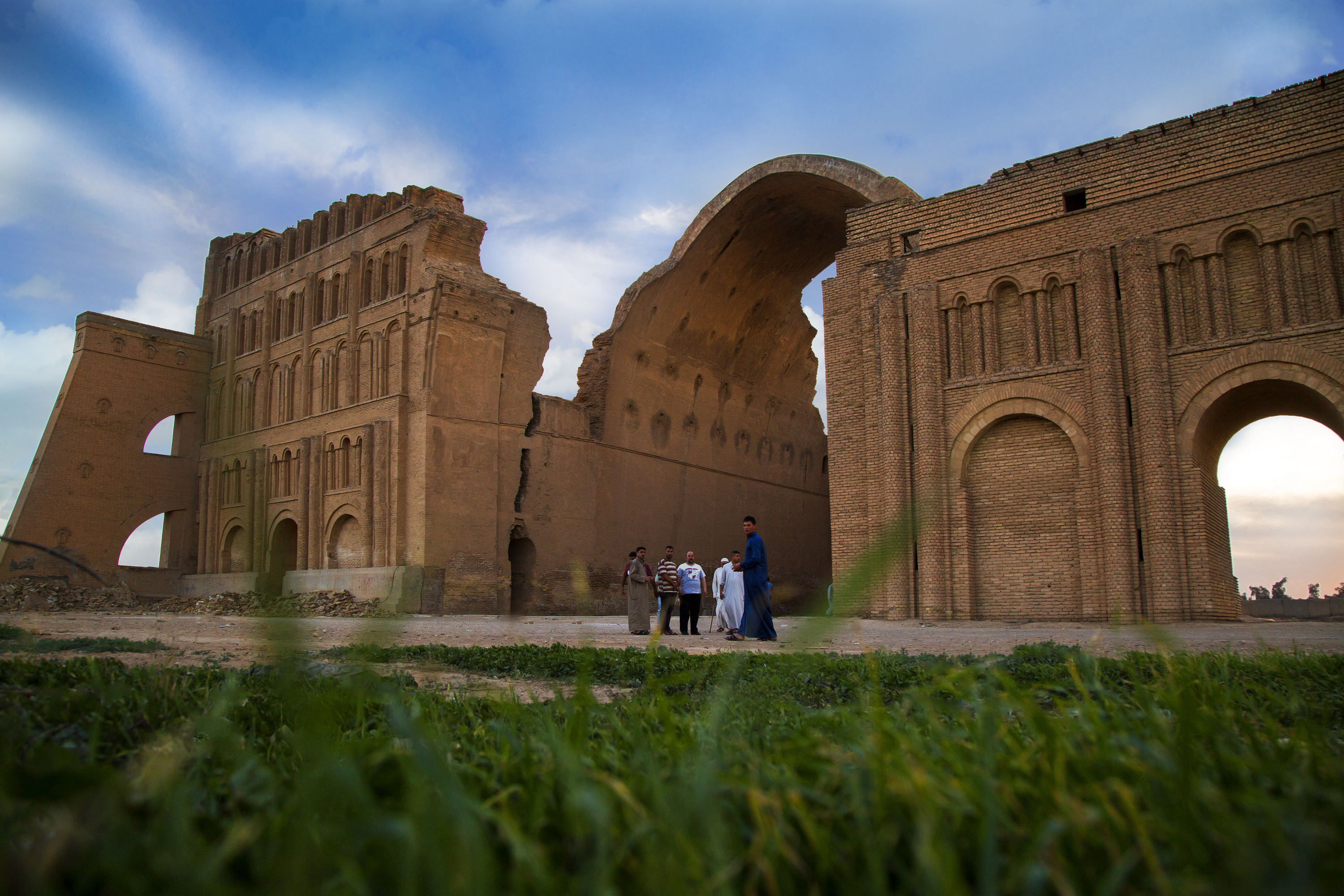
طاق كسرى ويظهر حولة مجموعة من أفراد الشرطة العراقية عام 2008

جيلانة قرية بابلية عراقية معروفة في التاريخ والاثار من توابع مدينة المدائن المؤرخة.

## التاريخ
(جِيل، جِيلان) قرية على شاطئ دِجلة تحت المَدائن، على بُعد (حوالي 40 كم) جنوبي بغداد، ورد في كتاب "جغرافية الباز الأشهب"، للدكتور جمال الدين فالح الكيلاني، الذي حقق فيه، مكان ولادة الشيخ عبد القادر الجيلاني وُقرر أنه في قرية (الجِيل) هذه، وهو رأي علمي قدمه الباحث في أطروحه أكاديمية.
«من يتابع سيرة الإمام عبد القادر الجِيلي يعرف أنه قضى أغلب سياحاته وأيامه الأولى في (جِيل) العراق، ومن المؤكّد أنه ليس للصُّدفة دورٌ في ذلك، بل دليلٌ على ارتباطه الوثيق بهذه الأرض».
وأضاف قائلاً بشأن (جيل): «وأغلب سكّانها من العجم والكرد النازحين من كُردستان الكبرى المترامية الأطراف، وبالذّات من قبيلة بَشْدَر مع خليط من العرب» وذكرتها عشرات المصادر والمراجع التاريخية والجغرافية وكتب البلدانيين العرب (وهي قرية بابلية الأصل والتسمية ورد اسم جيلان البابلية في لوح آخر يعود تاريخه إلى الأعوام 1341 ـ 1316 قبل الميلاد.) واليها نسب العديد من الأعلام ولعل من أهمهم عبد القادر الجيلاني ويذكر هذه النسبة العديد من المؤرخين منهم الشطنوفي في بهجة الأسرار ومعدن الأنوار في مناقب الباز الأشهب (كتاب) ومصطفى جواد في كتابه اصول التاريخ وحسين علي محفوظ في مقابلة معه وناجي معروف في مقالته جيلان وسكانها وهي مخطوطة عند طلابه ويتحدث طويلا عنها يوسف زيدان في كتابه (عبد الكريم الجيلي)، وتشير مصادر إلى أن الشيخ عبد القادر لم يكن مهتم بموضوعة الاصل والفصل وهذا معروف مما فتح الباب لان ينسب لطبرستان والامام لم يعلق على ذلك شانه شان موضوعة نسبه -مما يتناسب وشخصيته على حد قول مصطفى جواد في تعليقه على كتاب تكملة اكمال الإكمال، والدكتور خاشع المعاضيدي في كتابه اعالي الرافدين ويقول الجغرافي ياقوت الحموي في معجم البلدان والجيل قرية من أعمال بغداد تحت المدائن بعد زرارين ويسموها الكيل وقد سماها ابن الحجاج -الكال- قال ((لعن الله ليلتي بالكال - انها ليلة تعر الليالي))وقال صاحب مخطوطة (بهجة الأسرار ومعدن الأنوار في مناقب الباز الأشهب (كتاب)) وجيلان قرية بشاطىءالدجلة على مسيرة يوم واحد من بغداد في المدائن مما يلي طريق واسط العراق واليها نسب شيخ الإسلام عبد القادر، وأغلب سكانها من الأكراد من قبيلة بشدر، ويؤكد عباس العزاوي ان اصل اسرة عبد القادر من الجيل ويسكنها الأكراد قرب بغداد وهذا ما ذكره اوليا جلبي، ومن الجدير بالذكر ان هناك العديد من المناطق في العالم تحمل اسم جيلان: مثل جيلان (تركيا)، جيلان (إيران)، جيلان (أفغانستان)، جيلان (كوسوفا)، الجيلاني (الفيوم)، جيلان (السدة)، حارة الجيلاني (ذمار)، مقاطعة غيلان غرب.

## مصطفى جواد وجيلان العراق
ذكر العلامة سالم الالوسي، ان الرئيس أحمد حسن البكر في بداية حكمه، طالب إيران باسترجاع رفات الخليفة هارون الرشيد، كونه رمز لبغداد في عصرها الذهبي، وذلك بدعوة وحث من عبد الجبار حامد الجومرد وزير الخارجية العراقي السابق في عهد عبد الكريم قاسم، ولكن إيران امتنعت، وبالمقابل طلبت استرجاع رفات الشيخ عبد القادر الكيلاني، كونه من مواليد كيلان في إيران، وعندها طلب الرئيس من العلامة مصطفى جواد، بيان الامر، فاجاب مصطفى جواد: ان المصادر التي تذكر ان الشيخ عبد القادر مواليد كيلان في إيران، مصادر تعتمد رواية واحدة وتناقلتها بدون دراسة وتحقيق، اما الاصوب فهو من مواليد قرية تسمى (جيل) قرب المدائن، ولاصحة كونه من إيران أو ان جده اسمه جيلان، وهو ما اكده العلامة حسين علي محفوظ في مهرجان جلولاء الذي اقامه اتحاد المؤرخين العرب وكان الالوسي حاضرا أيضا سنة 1996، وفعلا اخبرت مملكة إيران بذلك ولكن بتدخل من دولة عربية اغلق الموضوع.

## من أعلام الجيلانيين القادريين
انتسب إليها العديد من رجالات الإسلام أشهرهم:
- السيد الشيخ عبد القادر الجيلاني الباز الأشهب وله تنتسب الاسرة الجيلانية في العالم الإسلامي شرقاً وغرباً من ماليزيا إلى مملكة المغرب. ويؤكد علاء اللامي في كتابه السرطان المقدس: ان لقب الجيلي حرف إلى الكيلاني، في العصور المتأخرة نتيجة الجهل والتخلف الذي اصاب البلد لحقبة طويلة.
- ومن ذريته مثل عبد الرحمن الكيلاني النقيب رئيس أول حكومة عراقية في العصر الحديث في العراق.
- عبد الكريم الجيلي سبط الشيخ عبد القادر الجيلاني.
- رشيد عالي الكيلاني رئيس وزراء العراق السابق.
- الشاعر غازي الكيلاني من هيت
- الشاعر فالح الحجية الكيلاني من ديالى
- الداعية الشيخ عفيف الدين الجيلاني من بغداد
- الشيخ محمد الجيلاني مفتي جزر القمر
- يوسف رضا جيلاني رئيس وزراء باكستان
- جمال الدين فالح الكيلاني مؤرخ وباحث عراقي.
- أحمد الجيلاني قائد فصائل أفغانية
- ماجد عرسان الكيلاني مفكر إسلامي من أردني
- عبد الرزاق الكيلاني مؤلف كتب سوري
- إبراهيم الكيلاني مترجم كتب سوري كبير
- كامل الكيلاني مفكر مصري
- محمدسيد كيلاني محقق كتب مصري معروف
- ناصر الجيلاني مفكر مصري
- الشريف محمد صلاح الدين الجيلاني شاعر مصري
- مصطفى الكيلاني أديب تونسي كبير
- عبد القادر القادري المؤرخ المغربي والمفكر الكبير
- عهد الكيلاني داعية أسلامي ونسابة ومؤرخ أردني

وغيرهم من العلام المنتسبين إلى الجيلاني عبد القادر بحيث ارتبط الاسمان بشكل نهائي.

## مصدر رئيس
- جغرافية الباز الأشهب (كتاب)